# Stolpe an der Peene
Stolpe an der Peene település Németországban, Mecklenburg-Elő-Pomeránia tartományban. Lakosainak száma 275 fő (2023. december 31.).

## Népesség
A település népességének változása:
| Lakosok száma | 288  | 285  | 279  | 275  | 275  |
|               | 2017 | 2019 | 2021 | 2022 | 2023 |